# Acer skutchii
Acer skutchii — вид квіткових рослин з родини сапіндових (Sapindaceae).

## Опис
Acer skutchii — дерево до 30 метрів у висоту.

## Поширення
Вид росте лише в п’яти різних місцевостях хмарних лісів у Гватемалі (3 субпопуляції) та Мексиці (2 субпопуляції). Видове поширення фрагментарне.
Вид росте в захищених ярах і вздовж струмків у гірських хмарних лісах. Він росте на вапняку і стійкий до лужності.

## Використання
Цей вид використовується як дрова в Чіапас. Його використовували для деревини.

## Галерея

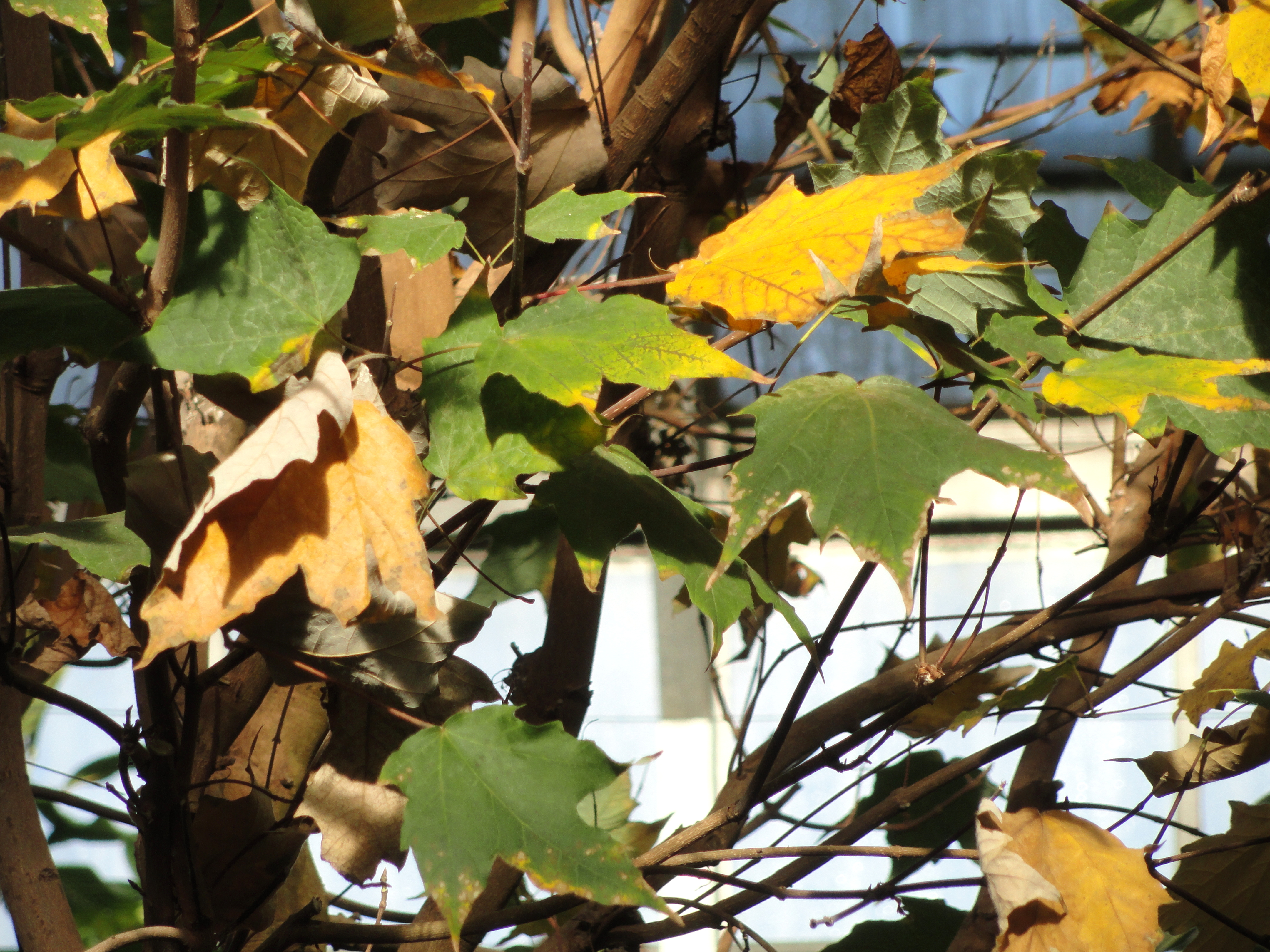
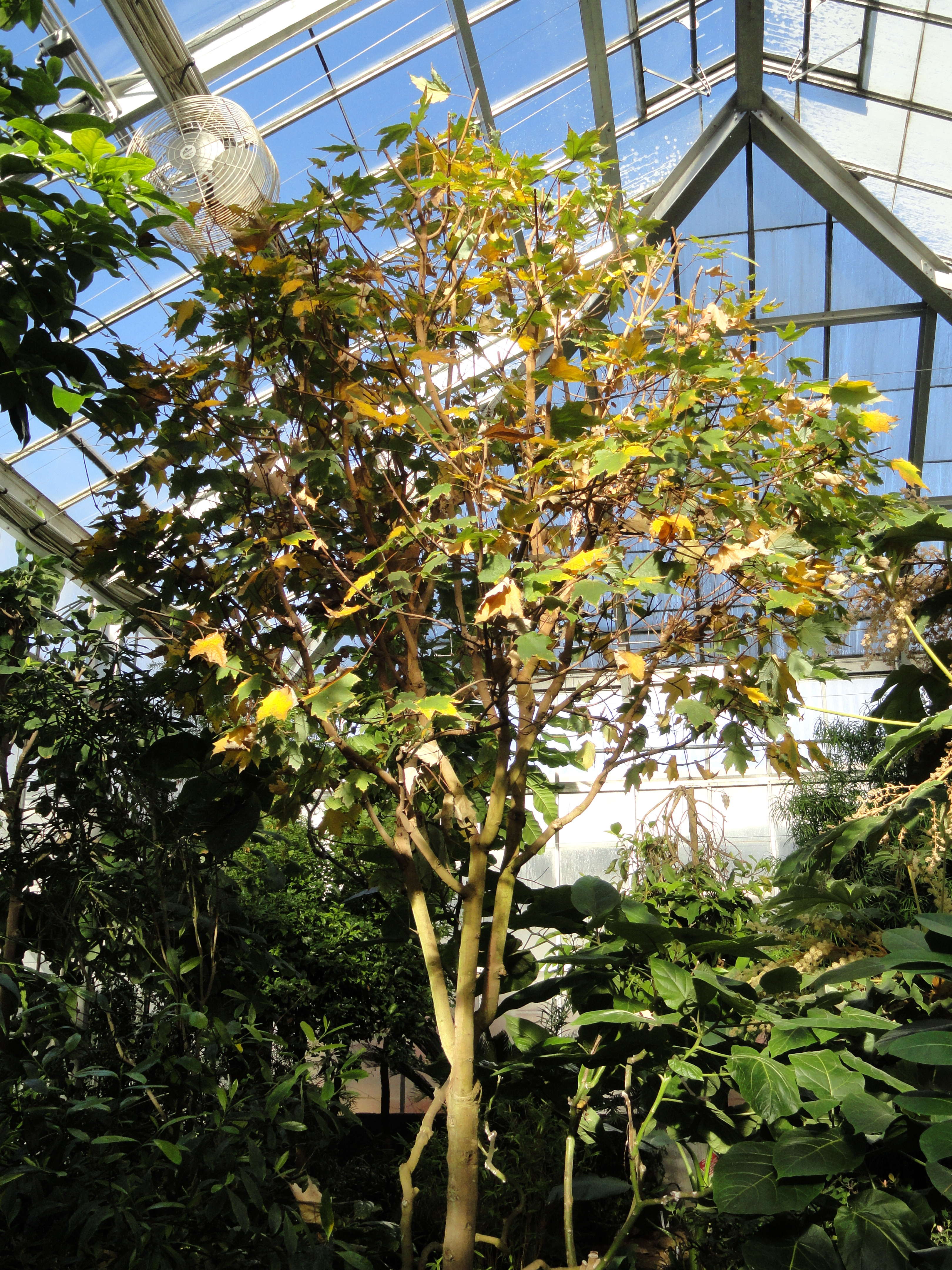
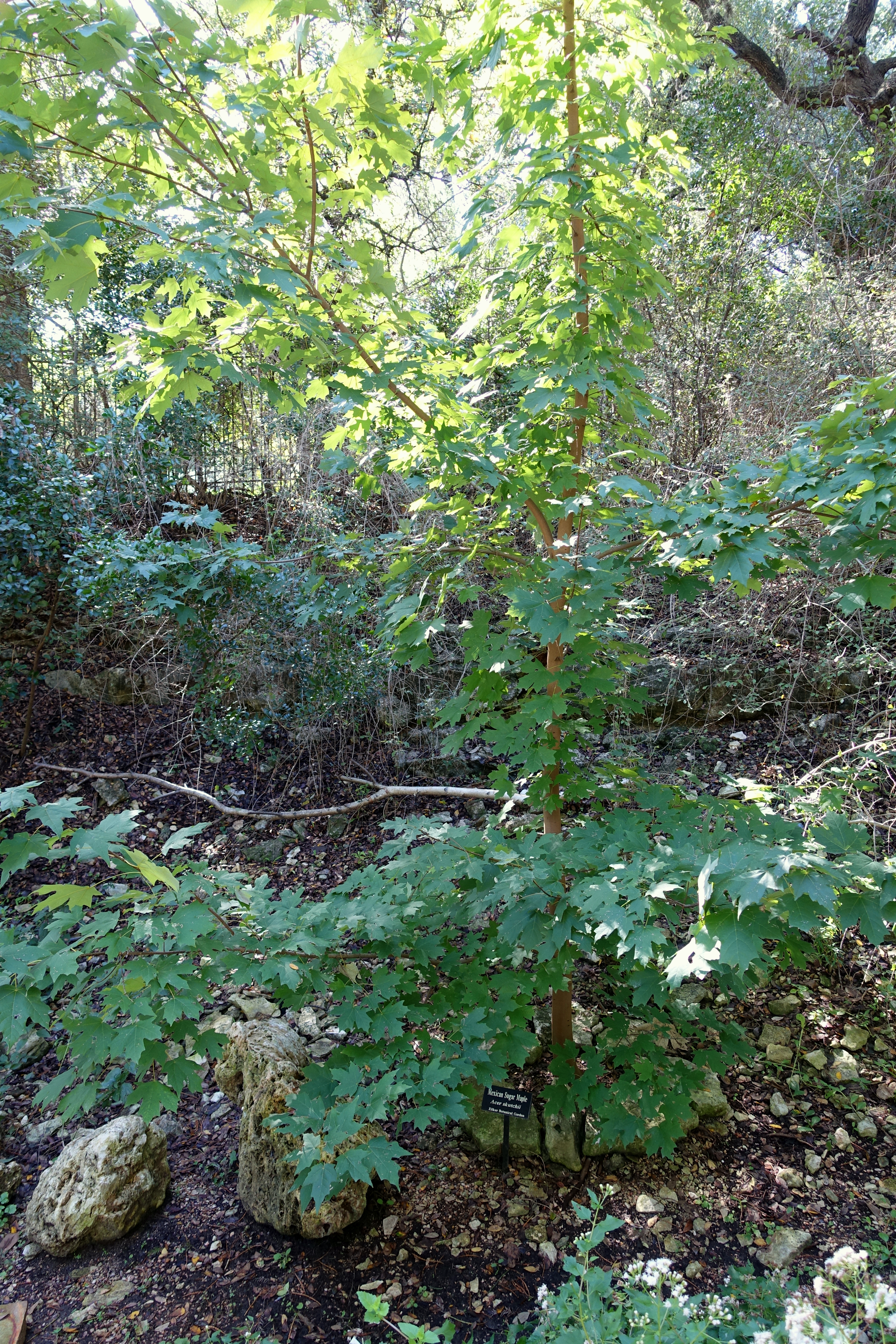